# Tastavinsaurus sanzi
Tastavinsaurus sanzi es la única especie conocida del género extinto  Tastavinsaurus  (“lagarto del Río Tastavins”) de dinosaurio saurópodo titanosauriforme, que vivió a mediados del período Cretácico, hace aproximadamente 120 millones de años, en el Aptiense, en lo que es hoy Europa.

## Descripción
Tastavinsaurus era un herbívoro saurópodo de tamaño mediano. En 2010, Gregory S. Paul estimó la longitud del cuerpo en 16 metros y el peso en 8 toneladas. El muslo izquierdo tiene una longitud de 131 centímetros.
Las vértebras de la espalda son opistocoelas y relativamente cortas. Presentan grandes pleurocoelos ovalados a los lados, que ocupan dos tercios de su longitud, divididos por crestas más pequeñas. El hueso de los centros no es esponjoso, pero está ahuecado por cámaras de aire más grandes y alargadas, separadas regularmente por tabiques delgados. Las depresiones ocupan la mayor parte del volumen del centro. Los arcos vertebrales son altos y neumáticos, con un complejo sistema de crestas. Las apófisis espinosas son más cortas que el resto del arco vertebral y tienen una cresta vertical gruesa que sobresale posteriormente en la parte posterior, una apófisis posespinal. Hay un complejo hiposfeno hipantro de protuberancias articulares secundarias. En general, la forma vertebral se parece a la de Macronaria basal. Las costillas también son neumáticas.

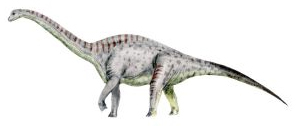
Reconstrucción.

Hay cinco vértebras sacras que incluyen una dorsacra anterior y una caudosacral posterior. El dorsosacro está neumatizado a la manera de las vértebras anteriores. Las tres vértebras sacras reales detrás de él también tienen pleurocoelos profundos, aunque cortos. Sus centros están fusionados casi a la perfección. El caudosacral solo está conectado al sacro a través del yugo sacro de los procesos laterales fusionados. Esto no se consideró un rasgo juvenil en vista de la fuerte osificación adicional del esqueleto. Los procesos espinosos son cortos. El sacro tiene una forma basal porque es bastante estrecho y consta de solo cinco vértebras en lugar de seis.
La parte conservada de la cola tiene una longitud de más de tres metros. El sistema de crestas está débilmente desarrollado en las vértebras de la cola. La primera vértebra de la cola aún puede tener un neumatóporo en el lado izquierdo. Las vértebras anteriores de la cola son procoelas y sus centros están aplanados. Este aplanamiento desaparece en la decimoquinta vértebra ya partir de la decimosexta vértebra desaparecen las proyecciones laterales. Las vértebras de la cola media y posterior son anficoelas. Las apófisis espinosas están adelantadas en el arco vertebral y en la base de la cola bajas y en forma de maza, una característica básica de Macronaria. Las jorobas a ambos lados de las vértebras medias y posteriores se comparten con Cedarosaurus y Pleurocoelus nanus.
El cheurón anterior encontrado, entre la tercera y cuarta vértebra, tiene un perfil en forma de Y, terminando en la parte inferior en una hoja en forma de arado. Hacia la parte trasera, los chevrones se enderezan con hojas horizontalmente más largas que eventualmente toman el perfil de un patín. Las palas se acortan para que el perfil adquiera forma de V. Llama la atención que la hoja emparejada fusionada en la parte posterior de la serie se vuelve asimétrica porque la mitad derecha tiene proyecciones anterior y posterior mucho más cortas. Presumiblemente, esta es una peculiaridad del individuo del holotipo.
El radio es recto y bastante delgado. Es aplanado transversalmente, dos veces más largo que ancho, con una sección transversal algo rectangular, no ovalada. Los extremos solo están moderadamente ensanchados. A lo largo de toda el dorso corre una cresta vertical en el exterior con una ranura al lado. En el medio del eje también comienza un peine en la parte posterior interna para que dos peines corran paralelos en la parte inferior. Esta situación se asemeja a la construcción con Cedarosaurus. Una diferencia con ese taxón es que la cara inferior es rectangular en lugar de cuadrada. Dos fragmentos de metacarpianos encontrados en CT-19 están demasiado dañados para identificar características especiales.
En la pelvis, el ilion tiene un perfil superior convexo. La hoja delantera en particular se eleva alto, encontrando el punto más alto justo por encima de la parte delantera de la articulación de la cadera, no muy por delante de ella como ocurre con la mayoría de los Titanosauriformes. La curvatura se continúa en un borde de ataque redondeado, sin ángulo entre ellos. La tapa frontal tiene el borde inferior recto, sin punto de caída claro. Se dobla un poco hacia un lado. La pala trasera es mucho más baja y ensanchada transversalmente. Termina en la parte posterior en una punta triangular. El apéndice del hueso púbico es muy largo, el que está delante del isquion es mucho más corto y también sobresale menos hacia abajo. Este último está separado de la tapa trasera por una muesca triangular.
El pubis es recto. Termina en la parte inferior en una vista lateral convexa, un extremo áspero ovalado transversalmente ensanchado que termina al frente y hacia adentro en una llamativa punta larga que se curva hacia arriba. El agujero obturador está cerrado. En este punto, el borde de ataque tiene una cresta baja pero no una proyección real para el músculo ambiens . La interfaz con el isquion ocupa un poco más de un tercio de la longitud total: en los saurópodos basales es menos de un tercio, en los titanosauriformes típicamente más del 45%.
El isquion es notablemente corto: la proporción de 0,7 con respecto al hueso púbico se encuentra entre las más bajas de los saurópodos y solo es igualada por algunos titanosaurianos derivados. La corta longitud no se debe simplemente a un acortamiento del eje solo porque el elemento en su conjunto tiene la curvatura habitual hacia arriba. Otra peculiaridad es que la contribución a la articulación de la cadera es pequeña y, por lo tanto, también el sector curvo entre la interfaz con el hueso púbico y el pedestal para el ilion tiene un tamaño limitado.
El fémur es recto. Su cabeza está claramente separada del trocánter mayor y ligeramente más alta. La cabeza es esférica y sobresale claramente más adentro que el eje. Esto difiere de las cabezas lateralmente más estrechas con un perfil ovalado en los titanosaurianos. La joroba en la superficie lateral externa no se extiende completamente hacia arriba, nuevamente a diferencia de los titanosaurianos típicos. La tibia también es recta. Su superficie superior tiene forma de diamante. La aguja de la cresta cnemial triangular, la cresta frontal, que apunta casi hacia adelante, tiene una muesca ancha y poco profunda en la parte superior que se estrecha hacia abajo en una ranura ondulada y aguda; por ejemplo, en una vista lateral, la aguja se divide en dos delgadas crestas verticales. El extremo inferior se ensancha más transversalmente que el superior. La tibia es relativamente corta con una longitud del 56% del fémur, una característica muy básica que, sin embargo, comparte con Giraffatitan. El eje está algo torcido alrededor del eje longitudinal como en la mayoría de los Titanosauriformes. El peroné es ligeramente más largo que la tibia y, por lo tanto, también relativamente corto en relación con el fémur. La cara superior tiene forma de media luna, una característica derivada compartida con algunos titanosaurios como Aeolosaurus.. El eje es sorprendentemente ondulado. En el exterior hay una joroba o trocánter oblicuo alargado que se coloca algo hacia atrás y está formado por dos crestas verticales paralelas con una zona rugosa en el medio. La cara inferior es cuadrada, lo que se diferencia de los Neosauropoda basales en los que es redonda, así como de los titanosaurianos que tienen la cara inferior triangular. Se parece más a la forma trapezoidal de Giraffatitan.
Los metatarsianos están construidos de forma robusta. Esto es especialmente cierto en el caso del primero, que es más largo que cualquier otro saurópodo conocido, a excepción de un espécimen aún sin nombre de Siberia. También es más corto que el quinto metatarsiano, una característica derivada. En comparación con el pie en su conjunto, no es tan ancho y la superficie superior tiene solo el 70% del área del segundo metatarsiano, mientras que normalmente tiene el mismo tamaño. Su esquina exterior inferior tiene una protuberancia, una característica basal. Sorprendentemente, el primer hueso metatarsiano en CT-19 es mucho más estrecho.

## Descubrimiento e investigación
Encontrado un primer ejemplar (holotipo) en la base de la Formación Xert, en el sitio Arsis-1 en Peñarroya de Tastavins, y un segundo en la Formación Forcall en el sitio de La Canaleta de El Castellar, ambos en la  provincia de Teruel, España. La especie Tastavinsaurus sanzi hace referencia a José Luis Sanz, paleontólogo español especialista en dinosaurios. Es el saurópodo del Cretácico Inferior mejor conservado de Europa.
A principios de la década de 1990, los hermanos y paleontólogos aficionados Andrés y Pedro Ortiz encontraron fragmentos óseos yaciendo en la superficie de la Masía de Arsis. Excavando en el sitio, aseguraron los fémures, las vértebras y los huesos púbicos de un saurópodo. En el otoño de 1996, un funcionario de la administración de Aragón, JA Andrés, se enteró del hallazgo. Advirtió a los paleontólogos profesionales que continuaron excavando el esqueleto en diciembre de 1996 y enero de 1997. En Peñarroya de Tastavins, localidad cercana a Teruel, en Aragón , se instaló un laboratorio en el que se prepararon los huesos durante dos años. El hallazgo fue reportado en la literatura científica en 1999. Uno de los excavadores, Rafael Royo-Torres, dedicó su disertación de 2005 al hallazgo. Se concluyó que se trataba de una especie aún desconocida.
La especie tipo Tastavinsaurus sanzi fue nombrada y descrita en 2008 por José Ignacio Canudo Sanagustín, Rafael Royo-Torres y Gloria Cuenca-Bescós . El nombre del género hace referencia al río Tastavins que a su vez dio nombre a Peñarroya de Tastavins. Tastavin significa "catador de vinos" en catalán. El nombre de la especie hace honor al paleontólogo español José Luís Sanz, profesor de la Universidad Autónoma de Madrid y experto en dinosaurios.
El fósil holotipo, MPZ-99/9, fue encontrado en una capa caliza de la Formación Margas y Calizas de Xert que data del Aptiense inferior. Consiste en un esqueleto sin cráneo. Es uno de los esqueletos de saurópodo más completos que se conocen en Europa. Se compone esencialmente de la mitad posterior, de diez metros de largo, de un solo individuo. Se hallaron nueve costillas, cuatro vértebras posteriores, cinco vértebras sacras incluida una vértebra caudosacral, dos costillas sacras, veinticinco vértebras sacras, veintiún chevrones, toda la pelvis, ambos fémures, la parte inferior de la pierna derecha, un hueso metatarsiano izquierdo y siete falanges, incluidas cuatro garras del pie. El esqueleto fue excavado en un área de aproximadamente cuatro por cuatro metros. La columna vertebral estaba en gran parte vendada. Es un individuo adulto. Forma parte de la colección del Museo de Fundación Conjunto Paleontológico de Teruel , posteriormente Museo Aragonés de Paleontología. De hecho, el esqueleto se exhibe en un museo especial en Peñaroya, Inhóspitak, que forma parte de los cinco museos vinculados en el proyecto Territorio Dinópolis. También hay una réplica de tamaño completo. Más tarde, el sitio se erosionaría aún más. Además, emergió un hueso que podría identificarse como el hueso del tobillo derecho.
En 2004 se encontró un segundo esqueleto cerca de El Castellar, en el yacimiento de La Canaleta. Esto fue informado en 2005 pero sin identificación. En 2012, fue asignado a Tastavinsaurus . El espécimen, CT-19, se encontró en la base de la Formación Forcall en una capa de arcilla que data de 124 a 123 millones de años. Incluye dieciséis piezas de costilla, una pieza de vértebra sacra, un radio, un hueso metacarpiano, una pelvis y una pata trasera izquierda casi completa y relacionada. CT-19 difiere en detalles del holotipo, pero estos se explicaron como resultado de lesiones y variaciones individuales o sexuales. CT-19 es aproximadamente del mismo tamaño pero claramente menos robusto.

## Clasificación
Este nuevo taxón se define por 19 autapomorfías. Según el análisis cladístico presentado por Canudo y colaboradores, Tastavinsaurus es un taxón hermano del norteamericano Venenosaurus dentro de Titanosauriformes, que incluye a Brachiosauridae, Somphospondyli y Titanosauria; Royo-Torres y colaboradores lo incluyen junto a Cedarosaurus y Venenosaurus entre los Laurasiformes. Este dinosaurio brinda información sobre los  titanosauriformes no braquiosáuridos durante el Cretácico inferior en Europa y la relación paleobiogeográfica entre este continente y América del Norte.

### Filogenia
En 2011, un análisis encontró a Tastavinsaurus como la especie hermana de Janenschia.

|  | Galveosaurus    |
|  |                 |
|  | Tehuelchesaurus |
|  |                 |

|  | Janenschia     |
|  |                |
|  | Tastavinsaurus |
|  |                |

|  | Chubutisaurus |
|  |               |
|  | Wintonotitan  |
|  |               |

|  | Brachiosauridae                                                  |
|  |                                                                  |
|  | \| \| Phuwiangosaurus \| \| \| \| \| \| Titanosauria \| \| \| \| |
|  |                                                                  |
|  | Phuwiangosaurus                                                  |
|  |                                                                  |
|  | Titanosauria                                                     |
|  |                                                                  |

|  | Phuwiangosaurus |
|  |                 |
|  | Titanosauria    |
|  |                 |

|  | Chubutisaurus |
|  |               |
|  | Wintonotitan  |
|  |               |

|  | Brachiosauridae                                                  |
|  |                                                                  |
|  | \| \| Phuwiangosaurus \| \| \| \| \| \| Titanosauria \| \| \| \| |
|  |                                                                  |
|  | Phuwiangosaurus                                                  |
|  |                                                                  |
|  | Titanosauria                                                     |
|  |                                                                  |

|  | Phuwiangosaurus |
|  |                 |
|  | Titanosauria    |
|  |                 |

|  | Chubutisaurus |
|  |               |
|  | Wintonotitan  |
|  |               |

|  | Brachiosauridae                                                  |
|  |                                                                  |
|  | \| \| Phuwiangosaurus \| \| \| \| \| \| Titanosauria \| \| \| \| |
|  |                                                                  |
|  | Phuwiangosaurus                                                  |
|  |                                                                  |
|  | Titanosauria                                                     |
|  |                                                                  |

|  | Phuwiangosaurus |
|  |                 |
|  | Titanosauria    |
|  |                 |

|  | Chubutisaurus |
|  |               |
|  | Wintonotitan  |
|  |               |

|  | Brachiosauridae                                                  |
|  |                                                                  |
|  | \| \| Phuwiangosaurus \| \| \| \| \| \| Titanosauria \| \| \| \| |
|  |                                                                  |
|  | Phuwiangosaurus                                                  |
|  |                                                                  |
|  | Titanosauria                                                     |
|  |                                                                  |

|  | Phuwiangosaurus |
|  |                 |
|  | Titanosauria    |
|  |                 |

|  | Janenschia     |
|  |                |
|  | Tastavinsaurus |
|  |                |

|  | Chubutisaurus |
|  |               |
|  | Wintonotitan  |
|  |               |

|  | Brachiosauridae                                                  |
|  |                                                                  |
|  | \| \| Phuwiangosaurus \| \| \| \| \| \| Titanosauria \| \| \| \| |
|  |                                                                  |
|  | Phuwiangosaurus                                                  |
|  |                                                                  |
|  | Titanosauria                                                     |
|  |                                                                  |

|  | Phuwiangosaurus |
|  |                 |
|  | Titanosauria    |
|  |                 |

|  | Chubutisaurus |
|  |               |
|  | Wintonotitan  |
|  |               |

|  | Brachiosauridae                                                  |
|  |                                                                  |
|  | \| \| Phuwiangosaurus \| \| \| \| \| \| Titanosauria \| \| \| \| |
|  |                                                                  |
|  | Phuwiangosaurus                                                  |
|  |                                                                  |
|  | Titanosauria                                                     |
|  |                                                                  |

|  | Phuwiangosaurus |
|  |                 |
|  | Titanosauria    |
|  |                 |

|  | Chubutisaurus |
|  |               |
|  | Wintonotitan  |
|  |               |

|  | Brachiosauridae                                                  |
|  |                                                                  |
|  | \| \| Phuwiangosaurus \| \| \| \| \| \| Titanosauria \| \| \| \| |
|  |                                                                  |
|  | Phuwiangosaurus                                                  |
|  |                                                                  |
|  | Titanosauria                                                     |
|  |                                                                  |

|  | Phuwiangosaurus |
|  |                 |
|  | Titanosauria    |
|  |                 |

|  | Chubutisaurus |
|  |               |
|  | Wintonotitan  |
|  |               |

|  | Brachiosauridae                                                  |
|  |                                                                  |
|  | \| \| Phuwiangosaurus \| \| \| \| \| \| Titanosauria \| \| \| \| |
|  |                                                                  |
|  | Phuwiangosaurus                                                  |
|  |                                                                  |
|  | Titanosauria                                                     |
|  |                                                                  |

|  | Phuwiangosaurus |
|  |                 |
|  | Titanosauria    |
|  |                 |

|  | Galveosaurus    |
|  |                 |
|  | Tehuelchesaurus |
|  |                 |

|  | Janenschia     |
|  |                |
|  | Tastavinsaurus |
|  |                |

|  | Chubutisaurus |
|  |               |
|  | Wintonotitan  |
|  |               |

|  | Brachiosauridae                                                  |
|  |                                                                  |
|  | \| \| Phuwiangosaurus \| \| \| \| \| \| Titanosauria \| \| \| \| |
|  |                                                                  |
|  | Phuwiangosaurus                                                  |
|  |                                                                  |
|  | Titanosauria                                                     |
|  |                                                                  |

|  | Phuwiangosaurus |
|  |                 |
|  | Titanosauria    |
|  |                 |

|  | Chubutisaurus |
|  |               |
|  | Wintonotitan  |
|  |               |

|  | Brachiosauridae                                                  |
|  |                                                                  |
|  | \| \| Phuwiangosaurus \| \| \| \| \| \| Titanosauria \| \| \| \| |
|  |                                                                  |
|  | Phuwiangosaurus                                                  |
|  |                                                                  |
|  | Titanosauria                                                     |
|  |                                                                  |

|  | Phuwiangosaurus |
|  |                 |
|  | Titanosauria    |
|  |                 |

|  | Chubutisaurus |
|  |               |
|  | Wintonotitan  |
|  |               |

|  | Brachiosauridae                                                  |
|  |                                                                  |
|  | \| \| Phuwiangosaurus \| \| \| \| \| \| Titanosauria \| \| \| \| |
|  |                                                                  |
|  | Phuwiangosaurus                                                  |
|  |                                                                  |
|  | Titanosauria                                                     |
|  |                                                                  |

|  | Phuwiangosaurus |
|  |                 |
|  | Titanosauria    |
|  |                 |

|  | Chubutisaurus |
|  |               |
|  | Wintonotitan  |
|  |               |

|  | Brachiosauridae                                                  |
|  |                                                                  |
|  | \| \| Phuwiangosaurus \| \| \| \| \| \| Titanosauria \| \| \| \| |
|  |                                                                  |
|  | Phuwiangosaurus                                                  |
|  |                                                                  |
|  | Titanosauria                                                     |
|  |                                                                  |

|  | Phuwiangosaurus |
|  |                 |
|  | Titanosauria    |
|  |                 |

|  | Janenschia     |
|  |                |
|  | Tastavinsaurus |
|  |                |

|  | Chubutisaurus |
|  |               |
|  | Wintonotitan  |
|  |               |

|  | Brachiosauridae                                                  |
|  |                                                                  |
|  | \| \| Phuwiangosaurus \| \| \| \| \| \| Titanosauria \| \| \| \| |
|  |                                                                  |
|  | Phuwiangosaurus                                                  |
|  |                                                                  |
|  | Titanosauria                                                     |
|  |                                                                  |

|  | Phuwiangosaurus |
|  |                 |
|  | Titanosauria    |
|  |                 |

|  | Chubutisaurus |
|  |               |
|  | Wintonotitan  |
|  |               |

|  | Brachiosauridae                                                  |
|  |                                                                  |
|  | \| \| Phuwiangosaurus \| \| \| \| \| \| Titanosauria \| \| \| \| |
|  |                                                                  |
|  | Phuwiangosaurus                                                  |
|  |                                                                  |
|  | Titanosauria                                                     |
|  |                                                                  |

|  | Phuwiangosaurus |
|  |                 |
|  | Titanosauria    |
|  |                 |

|  | Chubutisaurus |
|  |               |
|  | Wintonotitan  |
|  |               |

|  | Brachiosauridae                                                  |
|  |                                                                  |
|  | \| \| Phuwiangosaurus \| \| \| \| \| \| Titanosauria \| \| \| \| |
|  |                                                                  |
|  | Phuwiangosaurus                                                  |
|  |                                                                  |
|  | Titanosauria                                                     |
|  |                                                                  |

|  | Phuwiangosaurus |
|  |                 |
|  | Titanosauria    |
|  |                 |

|  | Chubutisaurus |
|  |               |
|  | Wintonotitan  |
|  |               |

|  | Brachiosauridae                                                  |
|  |                                                                  |
|  | \| \| Phuwiangosaurus \| \| \| \| \| \| Titanosauria \| \| \| \| |
|  |                                                                  |
|  | Phuwiangosaurus                                                  |
|  |                                                                  |
|  | Titanosauria                                                     |
|  |                                                                  |

|  | Phuwiangosaurus |
|  |                 |
|  | Titanosauria    |
|  |                 |

|  | Galveosaurus    |
|  |                 |
|  | Tehuelchesaurus |
|  |                 |

|  | Janenschia     |
|  |                |
|  | Tastavinsaurus |
|  |                |

|  | Chubutisaurus |
|  |               |
|  | Wintonotitan  |
|  |               |

|  | Brachiosauridae                                                  |
|  |                                                                  |
|  | \| \| Phuwiangosaurus \| \| \| \| \| \| Titanosauria \| \| \| \| |
|  |                                                                  |
|  | Phuwiangosaurus                                                  |
|  |                                                                  |
|  | Titanosauria                                                     |
|  |                                                                  |

|  | Phuwiangosaurus |
|  |                 |
|  | Titanosauria    |
|  |                 |

|  | Chubutisaurus |
|  |               |
|  | Wintonotitan  |
|  |               |

|  | Brachiosauridae                                                  |
|  |                                                                  |
|  | \| \| Phuwiangosaurus \| \| \| \| \| \| Titanosauria \| \| \| \| |
|  |                                                                  |
|  | Phuwiangosaurus                                                  |
|  |                                                                  |
|  | Titanosauria                                                     |
|  |                                                                  |

|  | Phuwiangosaurus |
|  |                 |
|  | Titanosauria    |
|  |                 |

|  | Chubutisaurus |
|  |               |
|  | Wintonotitan  |
|  |               |

|  | Brachiosauridae                                                  |
|  |                                                                  |
|  | \| \| Phuwiangosaurus \| \| \| \| \| \| Titanosauria \| \| \| \| |
|  |                                                                  |
|  | Phuwiangosaurus                                                  |
|  |                                                                  |
|  | Titanosauria                                                     |
|  |                                                                  |

|  | Phuwiangosaurus |
|  |                 |
|  | Titanosauria    |
|  |                 |

|  | Chubutisaurus |
|  |               |
|  | Wintonotitan  |
|  |               |

|  | Brachiosauridae                                                  |
|  |                                                                  |
|  | \| \| Phuwiangosaurus \| \| \| \| \| \| Titanosauria \| \| \| \| |
|  |                                                                  |
|  | Phuwiangosaurus                                                  |
|  |                                                                  |
|  | Titanosauria                                                     |
|  |                                                                  |

|  | Phuwiangosaurus |
|  |                 |
|  | Titanosauria    |
|  |                 |

|  | Janenschia     |
|  |                |
|  | Tastavinsaurus |
|  |                |

|  | Chubutisaurus |
|  |               |
|  | Wintonotitan  |
|  |               |

|  | Brachiosauridae                                                  |
|  |                                                                  |
|  | \| \| Phuwiangosaurus \| \| \| \| \| \| Titanosauria \| \| \| \| |
|  |                                                                  |
|  | Phuwiangosaurus                                                  |
|  |                                                                  |
|  | Titanosauria                                                     |
|  |                                                                  |

|  | Phuwiangosaurus |
|  |                 |
|  | Titanosauria    |
|  |                 |

|  | Chubutisaurus |
|  |               |
|  | Wintonotitan  |
|  |               |

|  | Brachiosauridae                                                  |
|  |                                                                  |
|  | \| \| Phuwiangosaurus \| \| \| \| \| \| Titanosauria \| \| \| \| |
|  |                                                                  |
|  | Phuwiangosaurus                                                  |
|  |                                                                  |
|  | Titanosauria                                                     |
|  |                                                                  |

|  | Phuwiangosaurus |
|  |                 |
|  | Titanosauria    |
|  |                 |

|  | Chubutisaurus |
|  |               |
|  | Wintonotitan  |
|  |               |

|  | Brachiosauridae                                                  |
|  |                                                                  |
|  | \| \| Phuwiangosaurus \| \| \| \| \| \| Titanosauria \| \| \| \| |
|  |                                                                  |
|  | Phuwiangosaurus                                                  |
|  |                                                                  |
|  | Titanosauria                                                     |
|  |                                                                  |

|  | Phuwiangosaurus |
|  |                 |
|  | Titanosauria    |
|  |                 |

|  | Chubutisaurus |
|  |               |
|  | Wintonotitan  |
|  |               |

|  | Brachiosauridae                                                  |
|  |                                                                  |
|  | \| \| Phuwiangosaurus \| \| \| \| \| \| Titanosauria \| \| \| \| |
|  |                                                                  |
|  | Phuwiangosaurus                                                  |
|  |                                                                  |
|  | Titanosauria                                                     |
|  |                                                                  |

|  | Phuwiangosaurus |
|  |                 |
|  | Titanosauria    |
|  |                 |

|  | Galveosaurus    |
|  |                 |
|  | Tehuelchesaurus |
|  |                 |

|  | Janenschia     |
|  |                |
|  | Tastavinsaurus |
|  |                |

|  | Chubutisaurus |
|  |               |
|  | Wintonotitan  |
|  |               |

|  | Brachiosauridae                                                  |
|  |                                                                  |
|  | \| \| Phuwiangosaurus \| \| \| \| \| \| Titanosauria \| \| \| \| |
|  |                                                                  |
|  | Phuwiangosaurus                                                  |
|  |                                                                  |
|  | Titanosauria                                                     |
|  |                                                                  |

|  | Phuwiangosaurus |
|  |                 |
|  | Titanosauria    |
|  |                 |

|  | Chubutisaurus |
|  |               |
|  | Wintonotitan  |
|  |               |

|  | Brachiosauridae                                                  |
|  |                                                                  |
|  | \| \| Phuwiangosaurus \| \| \| \| \| \| Titanosauria \| \| \| \| |
|  |                                                                  |
|  | Phuwiangosaurus                                                  |
|  |                                                                  |
|  | Titanosauria                                                     |
|  |                                                                  |

|  | Phuwiangosaurus |
|  |                 |
|  | Titanosauria    |
|  |                 |

|  | Chubutisaurus |
|  |               |
|  | Wintonotitan  |
|  |               |

|  | Brachiosauridae                                                  |
|  |                                                                  |
|  | \| \| Phuwiangosaurus \| \| \| \| \| \| Titanosauria \| \| \| \| |
|  |                                                                  |
|  | Phuwiangosaurus                                                  |
|  |                                                                  |
|  | Titanosauria                                                     |
|  |                                                                  |

|  | Phuwiangosaurus |
|  |                 |
|  | Titanosauria    |
|  |                 |

|  | Chubutisaurus |
|  |               |
|  | Wintonotitan  |
|  |               |

|  | Brachiosauridae                                                  |
|  |                                                                  |
|  | \| \| Phuwiangosaurus \| \| \| \| \| \| Titanosauria \| \| \| \| |
|  |                                                                  |
|  | Phuwiangosaurus                                                  |
|  |                                                                  |
|  | Titanosauria                                                     |
|  |                                                                  |

|  | Phuwiangosaurus |
|  |                 |
|  | Titanosauria    |
|  |                 |

|  | Janenschia     |
|  |                |
|  | Tastavinsaurus |
|  |                |

|  | Chubutisaurus |
|  |               |
|  | Wintonotitan  |
|  |               |

|  | Brachiosauridae                                                  |
|  |                                                                  |
|  | \| \| Phuwiangosaurus \| \| \| \| \| \| Titanosauria \| \| \| \| |
|  |                                                                  |
|  | Phuwiangosaurus                                                  |
|  |                                                                  |
|  | Titanosauria                                                     |
|  |                                                                  |

|  | Phuwiangosaurus |
|  |                 |
|  | Titanosauria    |
|  |                 |

|  | Chubutisaurus |
|  |               |
|  | Wintonotitan  |
|  |               |

|  | Brachiosauridae                                                  |
|  |                                                                  |
|  | \| \| Phuwiangosaurus \| \| \| \| \| \| Titanosauria \| \| \| \| |
|  |                                                                  |
|  | Phuwiangosaurus                                                  |
|  |                                                                  |
|  | Titanosauria                                                     |
|  |                                                                  |

|  | Phuwiangosaurus |
|  |                 |
|  | Titanosauria    |
|  |                 |

|  | Chubutisaurus |
|  |               |
|  | Wintonotitan  |
|  |               |

|  | Brachiosauridae                                                  |
|  |                                                                  |
|  | \| \| Phuwiangosaurus \| \| \| \| \| \| Titanosauria \| \| \| \| |
|  |                                                                  |
|  | Phuwiangosaurus                                                  |
|  |                                                                  |
|  | Titanosauria                                                     |
|  |                                                                  |

|  | Phuwiangosaurus |
|  |                 |
|  | Titanosauria    |
|  |                 |

|  | Chubutisaurus |
|  |               |
|  | Wintonotitan  |
|  |               |

|  | Brachiosauridae                                                  |
|  |                                                                  |
|  | \| \| Phuwiangosaurus \| \| \| \| \| \| Titanosauria \| \| \| \| |
|  |                                                                  |
|  | Phuwiangosaurus                                                  |
|  |                                                                  |
|  | Titanosauria                                                     |
|  |                                                                  |

|  | Phuwiangosaurus |
|  |                 |
|  | Titanosauria    |
|  |                 |

|  | Galveosaurus    |
|  |                 |
|  | Tehuelchesaurus |
|  |                 |

|  | Janenschia     |
|  |                |
|  | Tastavinsaurus |
|  |                |

|  | Chubutisaurus |
|  |               |
|  | Wintonotitan  |
|  |               |

|  | Brachiosauridae                                                  |
|  |                                                                  |
|  | \| \| Phuwiangosaurus \| \| \| \| \| \| Titanosauria \| \| \| \| |
|  |                                                                  |
|  | Phuwiangosaurus                                                  |
|  |                                                                  |
|  | Titanosauria                                                     |
|  |                                                                  |

|  | Phuwiangosaurus |
|  |                 |
|  | Titanosauria    |
|  |                 |

|  | Chubutisaurus |
|  |               |
|  | Wintonotitan  |
|  |               |

|  | Brachiosauridae                                                  |
|  |                                                                  |
|  | \| \| Phuwiangosaurus \| \| \| \| \| \| Titanosauria \| \| \| \| |
|  |                                                                  |
|  | Phuwiangosaurus                                                  |
|  |                                                                  |
|  | Titanosauria                                                     |
|  |                                                                  |

|  | Phuwiangosaurus |
|  |                 |
|  | Titanosauria    |
|  |                 |

|  | Chubutisaurus |
|  |               |
|  | Wintonotitan  |
|  |               |

|  | Brachiosauridae                                                  |
|  |                                                                  |
|  | \| \| Phuwiangosaurus \| \| \| \| \| \| Titanosauria \| \| \| \| |
|  |                                                                  |
|  | Phuwiangosaurus                                                  |
|  |                                                                  |
|  | Titanosauria                                                     |
|  |                                                                  |

|  | Phuwiangosaurus |
|  |                 |
|  | Titanosauria    |
|  |                 |

|  | Chubutisaurus |
|  |               |
|  | Wintonotitan  |
|  |               |

|  | Brachiosauridae                                                  |
|  |                                                                  |
|  | \| \| Phuwiangosaurus \| \| \| \| \| \| Titanosauria \| \| \| \| |
|  |                                                                  |
|  | Phuwiangosaurus                                                  |
|  |                                                                  |
|  | Titanosauria                                                     |
|  |                                                                  |

|  | Phuwiangosaurus |
|  |                 |
|  | Titanosauria    |
|  |                 |

|  | Janenschia     |
|  |                |
|  | Tastavinsaurus |
|  |                |

|  | Chubutisaurus |
|  |               |
|  | Wintonotitan  |
|  |               |

|  | Brachiosauridae                                                  |
|  |                                                                  |
|  | \| \| Phuwiangosaurus \| \| \| \| \| \| Titanosauria \| \| \| \| |
|  |                                                                  |
|  | Phuwiangosaurus                                                  |
|  |                                                                  |
|  | Titanosauria                                                     |
|  |                                                                  |

|  | Phuwiangosaurus |
|  |                 |
|  | Titanosauria    |
|  |                 |

|  | Chubutisaurus |
|  |               |
|  | Wintonotitan  |
|  |               |

|  | Brachiosauridae                                                  |
|  |                                                                  |
|  | \| \| Phuwiangosaurus \| \| \| \| \| \| Titanosauria \| \| \| \| |
|  |                                                                  |
|  | Phuwiangosaurus                                                  |
|  |                                                                  |
|  | Titanosauria                                                     |
|  |                                                                  |

|  | Phuwiangosaurus |
|  |                 |
|  | Titanosauria    |
|  |                 |

|  | Chubutisaurus |
|  |               |
|  | Wintonotitan  |
|  |               |

|  | Brachiosauridae                                                  |
|  |                                                                  |
|  | \| \| Phuwiangosaurus \| \| \| \| \| \| Titanosauria \| \| \| \| |
|  |                                                                  |
|  | Phuwiangosaurus                                                  |
|  |                                                                  |
|  | Titanosauria                                                     |
|  |                                                                  |

|  | Phuwiangosaurus |
|  |                 |
|  | Titanosauria    |
|  |                 |

|  | Chubutisaurus |
|  |               |
|  | Wintonotitan  |
|  |               |

|  | Brachiosauridae                                                  |
|  |                                                                  |
|  | \| \| Phuwiangosaurus \| \| \| \| \| \| Titanosauria \| \| \| \| |
|  |                                                                  |
|  | Phuwiangosaurus                                                  |
|  |                                                                  |
|  | Titanosauria                                                     |
|  |                                                                  |

|  | Phuwiangosaurus |
|  |                 |
|  | Titanosauria    |
|  |                 |

|  | Galveosaurus    |
|  |                 |
|  | Tehuelchesaurus |
|  |                 |

|  | Janenschia     |
|  |                |
|  | Tastavinsaurus |
|  |                |

|  | Chubutisaurus |
|  |               |
|  | Wintonotitan  |
|  |               |

|  | Brachiosauridae                                                  |
|  |                                                                  |
|  | \| \| Phuwiangosaurus \| \| \| \| \| \| Titanosauria \| \| \| \| |
|  |                                                                  |
|  | Phuwiangosaurus                                                  |
|  |                                                                  |
|  | Titanosauria                                                     |
|  |                                                                  |

|  | Phuwiangosaurus |
|  |                 |
|  | Titanosauria    |
|  |                 |

|  | Chubutisaurus |
|  |               |
|  | Wintonotitan  |
|  |               |

|  | Brachiosauridae                                                  |
|  |                                                                  |
|  | \| \| Phuwiangosaurus \| \| \| \| \| \| Titanosauria \| \| \| \| |
|  |                                                                  |
|  | Phuwiangosaurus                                                  |
|  |                                                                  |
|  | Titanosauria                                                     |
|  |                                                                  |

|  | Phuwiangosaurus |
|  |                 |
|  | Titanosauria    |
|  |                 |

|  | Chubutisaurus |
|  |               |
|  | Wintonotitan  |
|  |               |

|  | Brachiosauridae                                                  |
|  |                                                                  |
|  | \| \| Phuwiangosaurus \| \| \| \| \| \| Titanosauria \| \| \| \| |
|  |                                                                  |
|  | Phuwiangosaurus                                                  |
|  |                                                                  |
|  | Titanosauria                                                     |
|  |                                                                  |

|  | Phuwiangosaurus |
|  |                 |
|  | Titanosauria    |
|  |                 |

|  | Chubutisaurus |
|  |               |
|  | Wintonotitan  |
|  |               |

|  | Brachiosauridae                                                  |
|  |                                                                  |
|  | \| \| Phuwiangosaurus \| \| \| \| \| \| Titanosauria \| \| \| \| |
|  |                                                                  |
|  | Phuwiangosaurus                                                  |
|  |                                                                  |
|  | Titanosauria                                                     |
|  |                                                                  |

|  | Phuwiangosaurus |
|  |                 |
|  | Titanosauria    |
|  |                 |

|  | Janenschia     |
|  |                |
|  | Tastavinsaurus |
|  |                |

|  | Chubutisaurus |
|  |               |
|  | Wintonotitan  |
|  |               |

|  | Brachiosauridae                                                  |
|  |                                                                  |
|  | \| \| Phuwiangosaurus \| \| \| \| \| \| Titanosauria \| \| \| \| |
|  |                                                                  |
|  | Phuwiangosaurus                                                  |
|  |                                                                  |
|  | Titanosauria                                                     |
|  |                                                                  |

|  | Phuwiangosaurus |
|  |                 |
|  | Titanosauria    |
|  |                 |

|  | Chubutisaurus |
|  |               |
|  | Wintonotitan  |
|  |               |

|  | Brachiosauridae                                                  |
|  |                                                                  |
|  | \| \| Phuwiangosaurus \| \| \| \| \| \| Titanosauria \| \| \| \| |
|  |                                                                  |
|  | Phuwiangosaurus                                                  |
|  |                                                                  |
|  | Titanosauria                                                     |
|  |                                                                  |

|  | Phuwiangosaurus |
|  |                 |
|  | Titanosauria    |
|  |                 |

|  | Chubutisaurus |
|  |               |
|  | Wintonotitan  |
|  |               |

|  | Brachiosauridae                                                  |
|  |                                                                  |
|  | \| \| Phuwiangosaurus \| \| \| \| \| \| Titanosauria \| \| \| \| |
|  |                                                                  |
|  | Phuwiangosaurus                                                  |
|  |                                                                  |
|  | Titanosauria                                                     |
|  |                                                                  |

|  | Phuwiangosaurus |
|  |                 |
|  | Titanosauria    |
|  |                 |

|  | Chubutisaurus |
|  |               |
|  | Wintonotitan  |
|  |               |

|  | Brachiosauridae                                                  |
|  |                                                                  |
|  | \| \| Phuwiangosaurus \| \| \| \| \| \| Titanosauria \| \| \| \| |
|  |                                                                  |
|  | Phuwiangosaurus                                                  |
|  |                                                                  |
|  | Titanosauria                                                     |
|  |                                                                  |

|  | Phuwiangosaurus |
|  |                 |
|  | Titanosauria    |
|  |                 |

|  | Galveosaurus    |
|  |                 |
|  | Tehuelchesaurus |
|  |                 |

|  | Janenschia     |
|  |                |
|  | Tastavinsaurus |
|  |                |

|  | Chubutisaurus |
|  |               |
|  | Wintonotitan  |
|  |               |

|  | Brachiosauridae                                                  |
|  |                                                                  |
|  | \| \| Phuwiangosaurus \| \| \| \| \| \| Titanosauria \| \| \| \| |
|  |                                                                  |
|  | Phuwiangosaurus                                                  |
|  |                                                                  |
|  | Titanosauria                                                     |
|  |                                                                  |

|  | Phuwiangosaurus |
|  |                 |
|  | Titanosauria    |
|  |                 |

|  | Chubutisaurus |
|  |               |
|  | Wintonotitan  |
|  |               |

|  | Brachiosauridae                                                  |
|  |                                                                  |
|  | \| \| Phuwiangosaurus \| \| \| \| \| \| Titanosauria \| \| \| \| |
|  |                                                                  |
|  | Phuwiangosaurus                                                  |
|  |                                                                  |
|  | Titanosauria                                                     |
|  |                                                                  |

|  | Phuwiangosaurus |
|  |                 |
|  | Titanosauria    |
|  |                 |

|  | Chubutisaurus |
|  |               |
|  | Wintonotitan  |
|  |               |

|  | Brachiosauridae                                                  |
|  |                                                                  |
|  | \| \| Phuwiangosaurus \| \| \| \| \| \| Titanosauria \| \| \| \| |
|  |                                                                  |
|  | Phuwiangosaurus                                                  |
|  |                                                                  |
|  | Titanosauria                                                     |
|  |                                                                  |

|  | Phuwiangosaurus |
|  |                 |
|  | Titanosauria    |
|  |                 |

|  | Chubutisaurus |
|  |               |
|  | Wintonotitan  |
|  |               |

|  | Brachiosauridae                                                  |
|  |                                                                  |
|  | \| \| Phuwiangosaurus \| \| \| \| \| \| Titanosauria \| \| \| \| |
|  |                                                                  |
|  | Phuwiangosaurus                                                  |
|  |                                                                  |
|  | Titanosauria                                                     |
|  |                                                                  |

|  | Phuwiangosaurus |
|  |                 |
|  | Titanosauria    |
|  |                 |

|  | Janenschia     |
|  |                |
|  | Tastavinsaurus |
|  |                |

|  | Chubutisaurus |
|  |               |
|  | Wintonotitan  |
|  |               |

|  | Brachiosauridae                                                  |
|  |                                                                  |
|  | \| \| Phuwiangosaurus \| \| \| \| \| \| Titanosauria \| \| \| \| |
|  |                                                                  |
|  | Phuwiangosaurus                                                  |
|  |                                                                  |
|  | Titanosauria                                                     |
|  |                                                                  |

|  | Phuwiangosaurus |
|  |                 |
|  | Titanosauria    |
|  |                 |

|  | Chubutisaurus |
|  |               |
|  | Wintonotitan  |
|  |               |

|  | Brachiosauridae                                                  |
|  |                                                                  |
|  | \| \| Phuwiangosaurus \| \| \| \| \| \| Titanosauria \| \| \| \| |
|  |                                                                  |
|  | Phuwiangosaurus                                                  |
|  |                                                                  |
|  | Titanosauria                                                     |
|  |                                                                  |

|  | Phuwiangosaurus |
|  |                 |
|  | Titanosauria    |
|  |                 |

|  | Chubutisaurus |
|  |               |
|  | Wintonotitan  |
|  |               |

|  | Brachiosauridae                                                  |
|  |                                                                  |
|  | \| \| Phuwiangosaurus \| \| \| \| \| \| Titanosauria \| \| \| \| |
|  |                                                                  |
|  | Phuwiangosaurus                                                  |
|  |                                                                  |
|  | Titanosauria                                                     |
|  |                                                                  |

|  | Phuwiangosaurus |
|  |                 |
|  | Titanosauria    |
|  |                 |

|  | Chubutisaurus |
|  |               |
|  | Wintonotitan  |
|  |               |

|  | Brachiosauridae                                                  |
|  |                                                                  |
|  | \| \| Phuwiangosaurus \| \| \| \| \| \| Titanosauria \| \| \| \| |
|  |                                                                  |
|  | Phuwiangosaurus                                                  |
|  |                                                                  |
|  | Titanosauria                                                     |
|  |                                                                  |

|  | Phuwiangosaurus |
|  |                 |
|  | Titanosauria    |
|  |                 |

|  | Galveosaurus    |
|  |                 |
|  | Tehuelchesaurus |
|  |                 |

|  | Janenschia     |
|  |                |
|  | Tastavinsaurus |
|  |                |

|  | Chubutisaurus |
|  |               |
|  | Wintonotitan  |
|  |               |

|  | Brachiosauridae                                                  |
|  |                                                                  |
|  | \| \| Phuwiangosaurus \| \| \| \| \| \| Titanosauria \| \| \| \| |
|  |                                                                  |
|  | Phuwiangosaurus                                                  |
|  |                                                                  |
|  | Titanosauria                                                     |
|  |                                                                  |

|  | Phuwiangosaurus |
|  |                 |
|  | Titanosauria    |
|  |                 |

|  | Chubutisaurus |
|  |               |
|  | Wintonotitan  |
|  |               |

|  | Brachiosauridae                                                  |
|  |                                                                  |
|  | \| \| Phuwiangosaurus \| \| \| \| \| \| Titanosauria \| \| \| \| |
|  |                                                                  |
|  | Phuwiangosaurus                                                  |
|  |                                                                  |
|  | Titanosauria                                                     |
|  |                                                                  |

|  | Phuwiangosaurus |
|  |                 |
|  | Titanosauria    |
|  |                 |

|  | Chubutisaurus |
|  |               |
|  | Wintonotitan  |
|  |               |

|  | Brachiosauridae                                                  |
|  |                                                                  |
|  | \| \| Phuwiangosaurus \| \| \| \| \| \| Titanosauria \| \| \| \| |
|  |                                                                  |
|  | Phuwiangosaurus                                                  |
|  |                                                                  |
|  | Titanosauria                                                     |
|  |                                                                  |

|  | Phuwiangosaurus |
|  |                 |
|  | Titanosauria    |
|  |                 |

|  | Chubutisaurus |
|  |               |
|  | Wintonotitan  |
|  |               |

|  | Brachiosauridae                                                  |
|  |                                                                  |
|  | \| \| Phuwiangosaurus \| \| \| \| \| \| Titanosauria \| \| \| \| |
|  |                                                                  |
|  | Phuwiangosaurus                                                  |
|  |                                                                  |
|  | Titanosauria                                                     |
|  |                                                                  |

|  | Phuwiangosaurus |
|  |                 |
|  | Titanosauria    |
|  |                 |

|  | Janenschia     |
|  |                |
|  | Tastavinsaurus |
|  |                |

|  | Chubutisaurus |
|  |               |
|  | Wintonotitan  |
|  |               |

|  | Brachiosauridae                                                  |
|  |                                                                  |
|  | \| \| Phuwiangosaurus \| \| \| \| \| \| Titanosauria \| \| \| \| |
|  |                                                                  |
|  | Phuwiangosaurus                                                  |
|  |                                                                  |
|  | Titanosauria                                                     |
|  |                                                                  |

|  | Phuwiangosaurus |
|  |                 |
|  | Titanosauria    |
|  |                 |

|  | Chubutisaurus |
|  |               |
|  | Wintonotitan  |
|  |               |

|  | Brachiosauridae                                                  |
|  |                                                                  |
|  | \| \| Phuwiangosaurus \| \| \| \| \| \| Titanosauria \| \| \| \| |
|  |                                                                  |
|  | Phuwiangosaurus                                                  |
|  |                                                                  |
|  | Titanosauria                                                     |
|  |                                                                  |

|  | Phuwiangosaurus |
|  |                 |
|  | Titanosauria    |
|  |                 |

|  | Chubutisaurus |
|  |               |
|  | Wintonotitan  |
|  |               |

|  | Brachiosauridae                                                  |
|  |                                                                  |
|  | \| \| Phuwiangosaurus \| \| \| \| \| \| Titanosauria \| \| \| \| |
|  |                                                                  |
|  | Phuwiangosaurus                                                  |
|  |                                                                  |
|  | Titanosauria                                                     |
|  |                                                                  |

|  | Phuwiangosaurus |
|  |                 |
|  | Titanosauria    |
|  |                 |

|  | Chubutisaurus |
|  |               |
|  | Wintonotitan  |
|  |               |

|  | Brachiosauridae                                                  |
|  |                                                                  |
|  | \| \| Phuwiangosaurus \| \| \| \| \| \| Titanosauria \| \| \| \| |
|  |                                                                  |
|  | Phuwiangosaurus                                                  |
|  |                                                                  |
|  | Titanosauria                                                     |
|  |                                                                  |

|  | Phuwiangosaurus |
|  |                 |
|  | Titanosauria    |
|  |                 |